# Orava kommun
Orava vald är en kommun i Estland.   Den ligger i landskapet Põlvamaa, i den sydöstra delen av landet, 230 km sydost om huvudstaden Tallinn. Antalet invånare är 854. Arean är 176 kvadratkilometer.
Terrängen i Orava vald är platt.
Följande samhällen finns i Orava vald:
- Orava